# Långetjärnen (Bollebygds socken, Västergötland, söder om Rinna)
Långetjärnen är en sjö i Bollebygds kommun i Västergötland och ingår i Rolfsåns huvudavrinningsområde.